# Knute Rockne
College Football Hall of Fame 1951
Knute Kenneth Rockne, né le 4 mars 1888 à Voss en Norvège et mort le 31 mars 1931 à Bazaar (en), Kansas (États-Unis), est un joueur et entraîneur américano-norvégien de football américain.
Comme joueur des Indians d'Akron (en), il remporte les championnats 1913 et 1914 de l'Ohio League (en) (ancêtre de la National Football League de 1902 à 1919).
Entre 1918 et 1930, il est l'entraîneur de l'équipe des Fighting Irish représentant l'université Notre-Dame. L'équipe remporte le Rose Bowl en 1925 et le titre national en 1919, 1920, 1924, 1929 et 1930 (même si Notre-Dame ne reconnait pas officiellement les titres de champion de 1919 et 1920). Au total, Rockne a remporté 105 matches pour 12 défaites et 5 nuls.

## Biographie
Knut Larsen Rokne est né à Voss, en Norvège, le 4 mars 1888. Son père, Lars Knutson Rokne (1858-1912), est forgeron et constructeur de wagons. Sa mère est Martha Pedersdatter Gjermo (née en 1859 et morte en 1944). Knut émigre à Chicago avec ses parents à l'âge de 5 ans. Il grandit dans le nord-ouest de la ville, dans le quartier de Logan Square. Il joue dans l'équipe locale, les Logan Square Tigers. Au lycée North West Division, il joue au football et fait de la course. 
Après le lycée, Rockne travaille au tri du courrier à la poste de Chicago. En 4 ans, il arrive à mettre suffisamment d'argent de côté pour reprendre ses études. Il rentre à l'université Notre-Dame, à South Bend dans l'Indiana et en sort diplômé en pharmacologie en 1914. Il travaille comme assistant dans le laboratoire du chimiste des polymères Julius Arthur Nieuwland (en). Il aide aussi l'équipe universitaire des Fighting Irish. Rockne obtient un contrat pour entraîner l'équipe de football et abandonne son travail de laborantin.

## Mort et hommages
Rockne meurt dans un accident d'avion le 31 mars 1931. Le président des États-Unis, Herbert Hoover, parle de la mort de Rockne comme d'une « perte nationale ».
Il est intronisé au College Football Hall of Fame en 1951, comme entraîneur. Son nom a aussi été donné à la ville de Rockne (en) dans le comté de Bastrop au Texas.

## Référence
1. ↑  (en) « Death of Rockne », Time Magazine,‎ 6 avril 1931 (lire en ligne, consulté le 23 janvier 2009)